# Eva Ionesco
Eva Ionesco (Parigi, 18 luglio 1965) è un'attrice, regista ed ex modella francese.
Deve la sua notorietà principalmente per essere stata, fin dalla giovanissima età di 5 anni, uno dei soggetti preferiti per le controverse foto erotiche e di nudo della madre Irina Ionesco e di altri fotografi, tra cui Jacques Bourboulon. Tali fotografie e partecipazioni cinematografiche furono oggetto sia di interesse morboso che di numerose critiche con tentativi di censura di tipo morale e legale fin dai primi anni settanta.

## Biografia
Figlia della fotografa romeno/francese Irina Ionesco, è stata la più giovane modella ad apparire nuda su un numero di Playboy, essendo stata il soggetto di un servizio di Bourboulon comparso nell'edizione italiana dell'ottobre 1976, quando aveva solo 11 anni. Nel numero di ottobre 1976, a fianco alla foto di copertina raffigurante Paola Quattrini, si nota il lancio del servizio su Eva Ionesco intitolato Cinzia De Carolis, Eva Ionesco: lolite anni '80 (Cinzia De Carolis al tempo aveva 16 anni e curiosamente fu proprio lei a doppiare la Ionesco nel celebre film Maladolescenza). Due anni dopo un altro suo servizio di nudo, contenente una selezione delle foto fatte dalla madre, venne pubblicato sull'edizione spagnola di Penthouse.
Per quello che riguarda il cinema, Eva Ionesco iniziò a recitare all'età di 11 anni, con il ruolo di una bambina nel film di Roman Polański L'inquilino del terzo piano. Dopo pochi mesi comparve in discussi film soft-porno ed erotici in ruoli loliteschi, che comprendevano scene di nudo, quali Spermula e Maladolescenza, quest'ultimo girato in Austria per evitare possibili problemi legali con le scene di sesso interpretate dai giovani attori.
Dopo aver frequentato la scuola di recitazione Amandiers, diretta da Patrice Chéreau e Pierre Romans, ed essersi lasciata alle spalle il personaggio della Lolita, è divenuta un'attrice specializzata in ruoli secondari, comparendo in decine di film, principalmente francesi, oltre che in diversi allestimenti teatrali. Si dedica a sua volta alla fotografia e tiene mostre fotografiche, oltre ad aver diretto alcuni film, compreso l'autobiografico My Little Princess del 2011, in cui viene messo in scena il contrastato rapporto con la madre e la traumatica infanzia.

## Controversie
Il 17 dicembre 2012 il Tribunale delle Grandi Istanze di Parigi ha emesso una sentenza di condanna contro Irina Ionesco, madre di Eva Ionesco, per violazione della vita privata e violazione dei diritti di immagine riguardo all'uso delle foto scattate quando Eva era minorenne. Irina è stata condannata a risarcire 10 000 euro alla figlia nonché a restituire i negativi delle foto alla stessa Eva Ionesco. Tuttavia il tribunale non ha vietato la pubblicazione di tali foto il cui possesso rimane legale in Francia.

## Filmografia

### Attrice

#### Cinema
- Spermula, regia di Charles Matton (1976) - non accreditata
- L'inquilino del terzo piano (Le Locataire), regia di Roman Polański (1976)
- Maladolescenza, regia di Pier Giuseppe Murgia (1977)
- L'amante tascabile (L'Amant de poche), regia di Bernard Queysanne (1978)
- Journal d'une maison de correction, regia di Georges Cachoux (1980)
- Meurtres à domicile, regia di Marc Lobet (1981)
- La nuit porte jarretelles, regia di Virginie Thévenet (1985)
- Les Nanas, regia di Annick Lanoë (1985)
- Grenouilles, regia di Adolfo Arrieta (1985)
- Giochi d'artificio (Jeux d'artifices), regia di Virginie Thévenet (1986)
- Hôtel de France, regia di Patrice Chéreau (1986)
- Résidence surveillée, regia di Frédéric Compain (1987)
- L'orchestre rouge, regia di Jacques Rouffio (1989)
- Marie cherchait l'amour, regia di Sylvie Matton (1989) - cortometraggio
- Monsieur, regia di Jean-Philippe Toussaint (1990)
- Chant de guerre parisien, regia di Laetitia Masson (1991) - cortometraggio
- La sévillane, regia di Jean-Philippe Toussaint (1992)
- Comment font les gens?, regia di Pascale Bailly (1992)
- La table d'émeraude, regia di Pierre Bourgeade (1992) - cortometraggio
- Grand bonheur, regia di Hervé Le Roux (1993)
- Rupture(s), regia di Christine Citti (1993)
- Montparnasse-Pondichéry, regia di Yves Robert (1993)
- Bête de scène, regia di Bernard Nissile (1994) - cortometraggio
- X pour Xana, regia di Dominic Gould (1994) - cortometraggio
- Pullman paradis, regia di Michèle Rosier (1995)
- Romaine et les fille, regia di Agnès Obadia (1995) - cortometraggio
- Encore, regia di Pascal Bonitzer (1996)
- L'appartamento, regia di Gilles Mimouni (1996)
- Romaine, regia di Agnès Obadia (1996)
- Liberté chérie, regia di Jean-Luc Gaget (1996) - cortometraggio
- La petite maman, regia di Patrice Martineau (1997)
- Vive la république!, regia di Éric Rochant (1997)
- Rien que des grandes personnes, regia di Jean-Marc Brondolo (1997) - cortometraggio
- Una relazione al femminile - La Nouvelle Ève (La Nouvelle Ève), regia di Catherine Corsini (1998)
- La patinoire, regia di Jean-Philippe Toussaint (1999)
- Addio terraferma (Adieu, plancher des vaches!), regia di Otar Ioseliani (1990)
- L'oncle Paul, regia di Gérard Vergez (2000)
- Paris mon petit corps est bien las de ce grand monde, regia di Françoise Prenant (2000)
- Un aller simple, regia di Laurent Heynemann (2001)
- Les diables, regia di Christophe Ruggia (2002)
- È più facile per un cammello... (Il est plus facile pour un chameau...), regia di Valeria Bruni Tedeschi (2002)
- Un homme, un vrai, regia di Arnaud e Jean-Marie Larrieu (2003)
- Je suis votre homme (Eros thérapie), regia di Danièle Dubroux (2003)
- Cette femme-là, regia di Guillaume Nicloux (2003)
- Qui perd gagne, regia di Laurent Benegui (2003)
- L’empreinte, regia di David Mathieu-Mahias (2003) - cortometraggio
- Quando sarò una star (Quand je serai star), regia di Patrick Mimouni (2004)
- Les invisibles, regia di Thierry Jousse (2005)
- Écoute le temps, regia di Alanté Alfandari (2005)
- La fille sous l'océan, regia di Nathalie Giraud (2006) - cortometraggio
- La promenade, regia di Marina de Van (2007) - cortometraggio
- J'ai rêvé sous l'eau, regia di Hormoz (2008)
- A l'est de moi, regia di Bojena Horackova (2008)
- Comédie sentimentale, regia di Emily Barnett (2008) - cortometraggio
- Je vous hais petites filles, regia di Yann Gonzalez (2008) - cortometraggio
- La famille Wolberg, regia di Axelle Ropert (2009)
- La ligne blanche, regia di Olivier Torres (2010)
- Crime, regia di Vincent Ostria (2010)

#### Televisione
- L'hôtel du libre-échange, diretto da Guy Séligmann (1979) - film TV
- L'amoureuse, regia di Jacques Doillon (1987) - film TV
- Maigret: Cecil è morta, regia di Denys de La Patellière (1994) - film TV
- Maison de famille, regia di Serge Moati (1999)- film TV
- Les déferlantes, regia di Eleonore Faucher (2012) - film TV

### Regista

#### Cinema
- La loi de la forêt (2006)
- My Little Princess (2010)
- Rosa Mystica, codiretto con Simon Liberati - cortometraggio (2014)
- Une jeunesse dorée (2019)

#### Televisione
- La collection: Ecrire pour... la trentaine vue par des écrivains - episodio Rosa mystica (2014)

## Teatro
- La voix humaine di Jean Cocteau (diretto da M. Mastor)
- Lola et toi et moi (diretto da N. Schmidt)
- Penthésilée et La petite Catherine Heilbronn (1987) di Heinrich von Kleist (diretti da Pierre Romans)
- Platonov (1987) di Anton Čechov (diretto da Patrice Chéreau) - Zézette
- Le retour au désert (1988) di Bernard-Marie Koltès (diretto da Patrice Chéreau)
- Le conte d'hiver (1988) di William Shakespeare (diretto da Luc Bondy) - Mopsa
- Chroniques d'une fin d'après-midi (1988) spettacolo composto di frammenti di opere di Anton Chekov (diretto da Pierre Romans)
- Ecrit sur l'eau (1991) di Eric Emmanuel Schmitt (diretto da Niels Arestrup)
- Le sang des fraises (1992) Catherine Bidaut (diretto da Daniel Pouthier)

## Opere letterarie
- (FR) Innocence. Premier roman, Grasset, 2017, ISBN 2246858399.